# Hydroeciodes mendicosa
Hydroeciodes mendicosa là một loài bướm đêm trong họ Noctuidae.